# La sposa meccanica
La sposa meccanica (Lingua inglese: The Mechanical Bride: Folklore of Industrial Man) è un saggio del 1951 di Marshall McLuhan sulla cultura popolare in cui l'autore tratta giornali, fumetti e pubblicità come fossero testi poetici.
Come il suo libro successivo del 1962 La galassia Gutenberg, La sposa meccanica è composto da una serie di brevi saggi che possono essere letti in qualsiasi ordine -  andando così a consolidare un "approccio a mosaico" alla scrittura di un libro. Ogni saggio inizia con un articolo di giornale o rivista o una pubblicità, seguito dall'analisi di McLuhan. Le analisi sono costituite da considerazioni estetiche ed implicazioni che sottendono alle immagini ed al testo. McLuhan ha scelto le pubblicità e gli articoli inclusi nel suo libro non solo per attirare l'attenzione sul loro simbolismo e sulle implicazioni per le entità aziendali che li hanno creati e diffusi, ma anche per discutere su ciò che tale pubblicità implica sulla società più ampia a cui è rivolta.

## Riepilogo
Il primo medium analizzato da McLuhan è stato il medium tipografico. McLuhan osserva infatti che la stampa ha avuto un grande impatto nella storia occidentale, veicolando la Riforma protestante, il razionalismo e l'illuminismo.
Con l'espressione "il medium è il messaggio", il nostro autore intende sottolineare che ogni medium condiziona i propri utenti e contribuisce a plasmarne la mente: li “massaggia”. Questo va inteso anche nel senso che li rassicura.
Ci sono alcuni medium che, secondo McLuhan, assolvono soprattutto alla funzione di rassicurare e uno di questi medium è la televisione, che per lui era un mezzo di conferma: non era un medium che desse luogo a novità nell'ambito sociale o nell'ambito dei comportamenti personali. La televisione non crea delle novità, non suscita delle novità, è quindi un mezzo che massaggia, conforta, consola, e conferma. Scrive McLuhan ne La sposa meccanica: "la moderna Cappuccetto Rosso, allevata a suon di pubblicità, non ha nulla in contrario a lasciarsi mangiare dal lupo".